# Skewb Diamond
Skewb Diamond è un twisty puzzle derivato dallo Skewb.

## Descrizione
Lo Skewb Diamond è un puzzle di forma ottaedrica con dodici pezzi per ogni faccia, cui un centro triangolare e 3 angoli madaedrici. Ogni angolo appartiene a 4 facce, quindi si hanno complessivamente 8 centri e 6 angoli. La risoluzione dello Skewb Diamond non rientra tra le competizioni della World Cube Association.

## Permutazioni
Lo Skewb Diamond può assumere 138.240 diverse posizioni e può sempre essere risolto in un massimo di 10 mosse.